# Javier Castrilli
Javier Alberto Castrilli, né le 22 mai 1957 à Buenos Aires, est un ancien arbitre argentin de football. Débutant dans les années 1980, il devient arbitre international dès 1992 et arrêta en 1998. Il fut surnommé "El Sheriff" pour son application stricte des règles de sanction lors de fautes. 

## Carrière
Il a officié dans des compétitions majeures : 
- Coupe du monde de football des moins de 17 ans 1993 (3 matchs dont la finale)
- Copa América 1995 (2 matchs)
- Coupe du monde de football des moins de 20 ans 1995 (2 matchs)
- Coupe des confédérations 1997 (2 matchs)
- Copa Libertadores 1997 (finale retour)
- Coupe du monde de football de 1998 (2 matchs)
- Copa Libertadores 1998 (finale retour)